# Collada Pelosa

La Collada Pelosa, respecte del terme d'Abella de la Conca

La Collada Pelosa és el nom de dues collades separades menys de 500 metres l'una de l'altra, la més alta al nord-est de la més baixa. La primera és dins del terme municipal d'Abella de la Conca, i l'altra en el límit dels termes municipals d'Abella de la Conca i Isona i Conca Dellà (al territori de l'antic terme d'Orcau), a la comarca del Pallars Jussà.
Estan situades quasi a l'extrem occidental del terme, al nord-oest i a l'oest del Tossal de la Doba, en uns contraforts allunyats al sud-oest de la Serra de Montagut. La més alta -la del nord-est- fa 998,8 m d'altitud, i la més baixa -la del sud-oest-, 881,8. Aquesta darrera és la que es troba al límit del terme. La Collada Pelosa de més al nord pertany a la partida de les Collades, i la de més al sud, a la de les Vielles, respecte del terme d'Abella de la Conca.
La Font de Pedares és a prop i al sud-est de la Collada Pelosa més baixa i meridional.
Hi passava un dels camins que des d'Abella de la Conca menaven a Orcau i a Sant Corneli.

## Etimologia
Es tracta d'un d'aquells topònims que procedeixen de l'ús metafòric d'un mot comú: el pas que designa és emboscat, embardissat, com si fos pelós (pelut).